# The Maze Runner
The Maze Runner és una pel·lícula estatunidenca dels gèneres d'acció, ciència-ficció, aventura i misteri que està basada en la novel·la homònima de James Dashner, publicada l'any 2009. La pel·lícula ha estat dirigida per Wes Ball i ha estat protagonitzada per Dylan O'Brien, Kaya Scodelario, Thomas Brodie-Sangster, Will Poutler, Blake Cooper, Ki Hong Lee i Jacob Latimore. La seva duració és d'1 hora i 54 minuts. Es va estrenar als Estats Units el 19 de setembre del 2014 com una producció de 20th Century Fox.
Tant la pel·lícula com els intèrprets van rebre molt bones crítiques des del principi i va ser considerada una de les millors adaptacions. Va esdevenir també un èxit comercial, ja que es va posar en primera posició a les taquilles, i va recaptar 32 milions de dòlars durant el primer cap de setmana. El film ha estat molt rendible, ja que amb el seu pressupost de 34 milions ja n'ha recaptat 279 a tot el món.

## Argument
La pel·lícula se situa l'any 2024. Quan el protagonista Thomas (Dylan O'Brien) es desperta, veu que està tancat dins d'un ascensor que va ascendint i no recorda qui és, ni tampoc res del món exterior, a part d'uns somnis estranys sobre una misteriosa organització que es diu C.R.U.E.L. El lloc on ha arribat es diu la Clariana (Àrea). Aquest espai està envoltat de murs molt alts que impedeixen escapar de la zona. Allà troba un gran grup de nois, però cap noia, cap d'ells recorda res del seu passat. Al matí els murs s'obren i donen pas a un immens laberint. A la nit les portes es tanquen i dins del laberint apareixen unes criatures agressives anomenades grius. Quan s'obren les portes, han de sortir un grup de nois que es diuen corredors, que memoritzen el laberint per tal de veure si en troben la sortida. Un cop al mes puja l'ascensor amb provisions, si els calen, i un noi més. Ha estat així durant tres anys, fins ara. Poc després d'arribar en Thomas arriba una noia, la Teresa (Kaya Scodelario) amb una nota a la mà, en aquesta diu «Ella és l'última, no pujarà ningú més.» Aquesta nota provoca desesperació entre els habitants de l'Àrea. A partir de llavors, només unint els fragments del seu passat i les pistes que descobreix al laberint, Thomas podrà descobrir per què és allà i com en pot sortir.

## Repartiment
- Dylan O'Brien: Thomas és el principal protagonista de la pel·lícula. És un adolescent de setze anys que es desperta en un ascensor que el porta a l'Àrea. No té cap record de la seva vida anterior, a banda del seu nom. Té un vincle telepàtic amb la Teresa.
- Kaya Scodelario: Teresa és l'única noia que hi ha a l'Àrea i l'última persona en arribar-hi. Té un vincle telepàtic amb el Thomas.
- Aml Ameen: Alby és el primer noi que va arribar a l'Àrea, per tant és el noi de més edat que hi ha. Com que va ser el primer d'arribar-hi és el líder, va haver d'estar tot un mes sol fins que va arribar el següent noi. S'encarrega que tothom segueixi les normes que ell mateix va posar. El seu millor amic és el Newt.
- Thomas Brodie-Sangster: Newt era un corredor però ho va deixar quan es va trencar la cama en un intent de suïcidi. Té una bona relació amb el Thomas. També és un dels que fa més temps que hi és.
- Ki Hong Lee: Min-ho és el guardià dels corredors, és a dir, dels que investiguen com poden sortir del laberint, es fa càrrec dels altres corredors que hi ha perquè tots arribin a temps a l'Àrea, és molt intel·ligent. Es coneix tot el laberint pel temps que fa que l'investiga. Té bona relació amb el Thomas.
- Blake Cooper: Chuck és el noi més jove que hi ha a l'Àrea. Era el més nou fins que va arribar el Thomas, entre ells dos es crea una molt bona relació des del principi, el Thomas en té cura com si fos el seu germà petit.
- Will Poulter: Gally és el guardià dels constructors. No té en cap moment bona relació amb el Thomas, ja que creu que és el culpable que tots estiguin tancats a la Clariana.
- Alexander Flores: Winston
- Jacob Latimore: Jeff
- Chris Sheffield: Ben
- Dexter Darden: Frypan
- Randall D. Cunningham: Clint
- Joe Adler: Zart
- Patricia Clarkson: Ministra Ava Paige

## Producció
El gener de 2014, el director de The Maze Runner va començar a treure una imatge de la pel·lícula un cop a la setmana fins al 17 de maig, quan va sortir el primer tràiler de la pel·lícula. 20th Century Fox va utilitzar el màrqueting viral creant una web amb els personatges principals i amb l'organització WCKD, una organització que surt tant als llibres com a la pel·lícula.
El 26 de juny, Dylan O'Brien va anunciar a Twitter que el llibre original es va tornar a vendre amb la portada original de la pel·lícula. Per acabar, el 29 de juny va sortir el segon tràiler exclusivament a Yahoo! movies.
La pel·lícula es va gravar a Baton Rouge, Louisiana, amb un pressupost de 34 milions de dòlars. La filmació va durar tan sols un mes, del 13 de maig del 2013 al 12 de juny del mateix any.
La pel·lícula va ser produïda per Ellen Goldsmith-Vein, Marty Bowen, Wyck Godfrey i Lee Stollman. El guió va ser escrit per Noah Oppenheim (a la pel·lícula) i per James Dashner (al llibre). La música és de John Paesano. L'idioma original és l'anglès.

## Seqüela
La seqüela de llibres de James Dashner consta de tres llibres dels quals el primer es titula The Maze Runner, del qual s'ha fet la pel·lícula. L'11 d'octubre de 2013 es va confirmar que 20th Century Fox va adquirir els drets per fer la pel·lícula del segon llibre de la seqüela: The Scorch Trials (en català, el llibre es diu Les Proves). El guió l'escriurà T.S Nowlin i el supervisarà el director de la pel·lícula, Wes Ball. Wes Ball va anunciar durant el Convenció Internacional de Còmics de San Diego que el rodatge començaria durant la tardor del 2014. Tot i així dues setmanes abans que s'estrenés es va començar a gravar la segona part a Nou Mèxic. Els actors Dylan O'Brien, Kaya Scodelario, Thomas Brodie-Sangster, Ki-Hong Lee i Patricia Clarkson repetiran el seu paper a la segona part tot i que també hi haurà noves incorporacions.